# Дібрівка (Довбиська селищна громада)
Ді́брівка — село в Україні, у Довбиській селищній територіальній громаді Звягельського району Житомирської області. Населення становить 231 особу (2001).

## Населення

### Мова
Розподіл населення за рідною мовою за даними перепису 2001 року:
| Мова       | Кількість | Відсоток |
| ---------- | --------- | -------- |
| українська | 231       | 100%     |

## Історія
Дібрівка заснована в 1862 році як німецька колонія під назвою Дерманка. Батьківщина німецького публіциста Райнхольда Генке.[джерело?]
У 1906 році — село Гульскої (Рогачівської) волості Новоград-Волинського повіту Волинської губернії. Відстань від повітового міста 20 версти, від волості 12. Дворів 86, мешканців 248.
6 листопада 1921 р. під час Листопадового рейду через Дібрівку проходив відділ Василя Падалки Армії Української Народної Республіки. Цей відділ підірвав біля Дібрівки міст на залізниці Шепетівка — Новоград-Волинський[джерело?].
У 1925—54 роках — адміністративний центр Дібровської сільської ради.
12 червня 2020 року, відповідно до розпорядження Кабінету Міністрів України № 711-р «Про визначення адміністративних центрів та затвердження територій територіальних громад Житомирської області», територія та населені пункти Кам'янобрідської селищної ради Баранівського району включені до складу Довбиської селищної територіальної громади Новоград-Волинського (згодом — Звягельський) району Житомирської області.